# 沪东堂

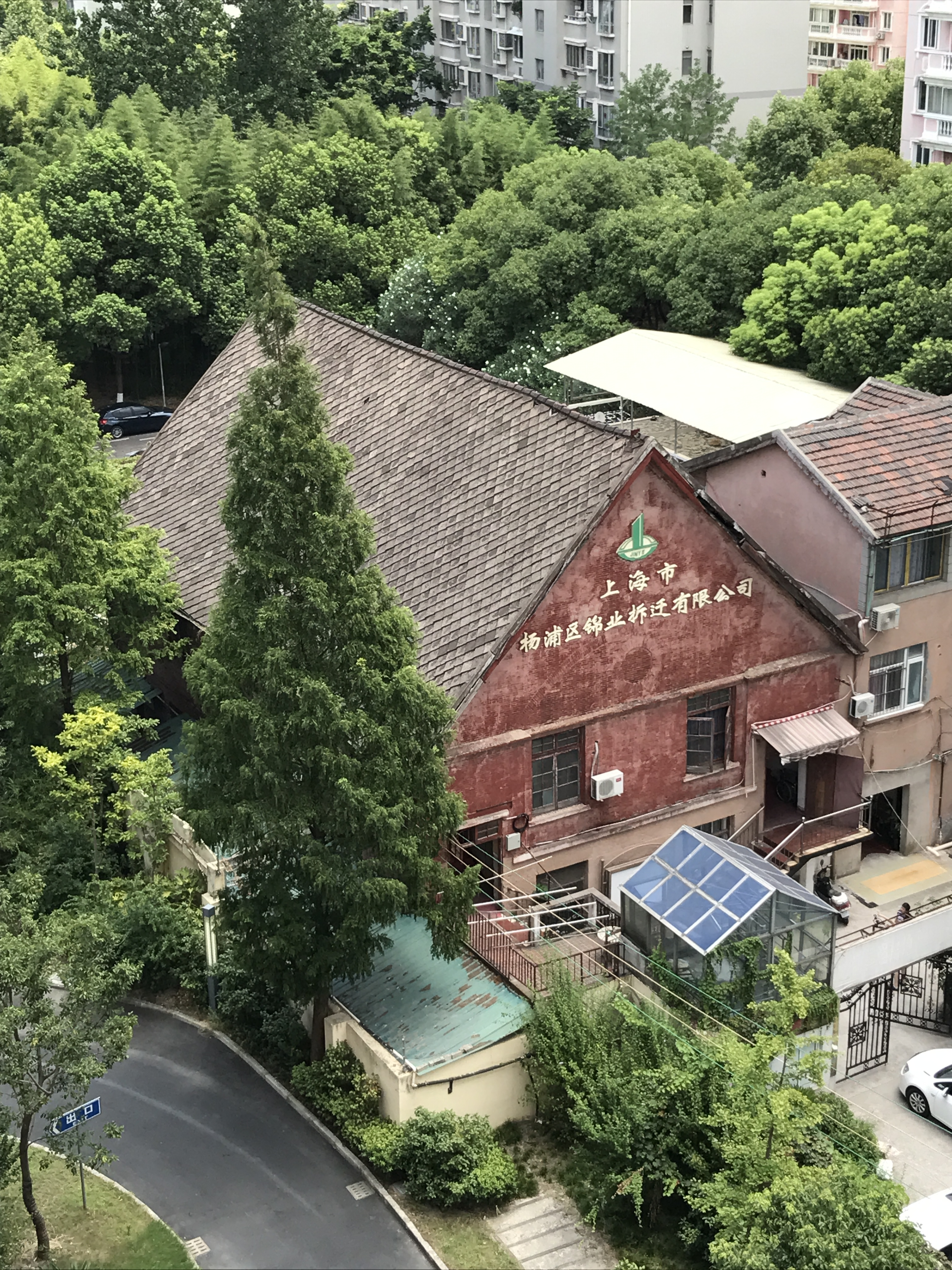
位于宁国路486弄51号的沪东堂老堂，原基督复临安息日会中华总会所在地

沪东堂是中国上海的一座重要的基督教新教教堂，现在位于上海市杨浦区五角场地区的国和路政立路口。
沪东堂原来是基督复临安息日会的中华总会，位于宁国路486弄51号，建于1912年。是一座面积400余平方米、可容纳400余人聚会的中型教堂，也是沪东地区最重要的一个教堂。1958年实行联合礼拜时被保留下来。1966年文革中被关闭。1982年圣诞节重新开放，恢复礼拜。此后信徒逐年增多到5000多人。于是在1996年到国和路政立路口易地重建新堂，1997年12月22日落成，可容纳1800信徒聚会，建筑面积237O平方米。堂高24米，钟楼高42米。新的沪东堂为上海1949年以后新建的最大教堂。沪东堂老堂已经废弃。